# Старогатчинское шоссе
Старога́тчинское шоссе́ — улица в городе Пушкине (Пушкинский район Санкт-Петербурга). Проходит от Красносельского шоссе на юго-запад. На северо-восток продолжается Баболовским шоссе.
Название Старогатчинское шоссе появилось в XIX веке. Связано оно с тем, что до прокладки Гатчинского шоссе проезд был основной дорогой из Царского Села на Гатчину.
Первоначально Старогатчинское шоссе шло от Красносельского шоссе, поворачивало на юг и соединялось с Гатчинским шоссе в деревне Перелесино. В 1950-х годах участок возле Гатчинского шоссе упразднили. Тогда же, в 1950-х, закрыли проезд и по остальной части Старогатчинского шоссе. Вновь открыли фрагмент до аэропорта в начале XXI века.
По всему шоссе проходит трасса автобусного маршрута № 380, соединяющего дорогу с центром Пушкина и железнодорожной станцией Царское Село.